# ソロキャンプ
ソロキャンプ（英: solo camping）は、一人で行うキャンプ。

## 概説
ソロキャンプというのは独りで行うキャンプのことである。
テントやタープやハンモックテントなどで行うスタイルがある。他にも車中泊で行うスタイルもある。
ソロキャンプではコンパクトで軽量な道具を用いバックパックに荷物をまとめることが多い。道具類が軽量でコンパクトにまとまるので公共交通機関での移動も比較的容易である。自転車ツーリングやバイクツーリングで行うことも可能である。
- 近代的キャンプの創始者として名が挙げられることがあるThomas Hiram Holding（1844 – 1930）。
- 現代の、雨除けや夜露よけにタープを用いたソロキャンプ
- 湖畔での、ハンモックテントを用いたソロキャンプ
- ソロ・バイクツーリングでのソロキャンプの例

ソロキャンプをしている様子のSNSへの投稿や、各種メディアでも取り上げられることが増えている。
2015年に連載が開始された漫画『ゆるキャン△』が日本で人気となり、キャンプがブームとなったが、同作品のシーズン2で1人でのキャンプが紹介されており、携行すべき荷物が少なく同行者に気兼ねすることもなく楽しめる気楽さがうけ、2019年ころから各種メディアでも大きく取り上げられるようになり、ソロキャンプを知らなかった層に広まるきっかけになった。
2020年には世界的なコロナ禍が起き、他者と物理的な距離をとりつつ楽しめるのでソロキャンプの流行に加速がかかり、日本では「ソロキャンプ」が2020年の流行語大賞で選ばれた。

## 調理・料理

### 熱源の選択

#### 木の枝、薪系
木の枝や薪で小さな焚火を作り、それを熱源として料理する方法が人気である。特に木の枝は現地調達することができ、荷物の運搬量を減らすことができ、燃料を買わずに済む。
焚火の場は、シンプルに直径10 - 20センチ程度の石をまるく（半円形などに）ならべて簡易式のコンロを作ってもよい。石が「風除け」兼「反射板」となる。
ステンレス製の焚火補助器具を使う方法もある（直火禁止の場所では特に必要となる）。
また、地面に穴を2つ掘って貫通させてダコタファイヤーピットという地中に簡易式のロケットストーブのようなものを作って調理する方法もある。

#### 小型ストーブ系
なんらかの燃料を用いた小型のストーブを使う方法も定番である。小型アルコールストーブでもよい。基本的に小枝や薪を燃料にする場合でも、雨などで付近の枝が濡れて使えない時のために一種の「保険」の意味でも小型ストーブを持参することが一般的。

### 食材
調理系
肉類、魚介類、野菜などの食材をあらかじめ購入し持参し、ナイフ・包丁などで切り、コッヘルやスキレットなどで熱したり、肉を直火で焼くなど、ちゃんと調理してから食べる。
レトルト・缶詰・インスタント系
レトルト食品、缶詰、インスタント食品などをあらかじめ購入・持参し、コッヘルなどで温めたり茹でたりするだけで食べる方法で、簡便。複数組み合わせることもできる。
テイクアウト系
サンドイッチ、弁当、スーパーの総菜などテイクアウトできる料理の中でも、傷みにくいものを選んで持参し食す。
現地調達系
釣り竿を持参してキャンプ地近くで釣りをして魚を自力で釣って、食材とする。山菜を自力で集めることもある。

## 道具

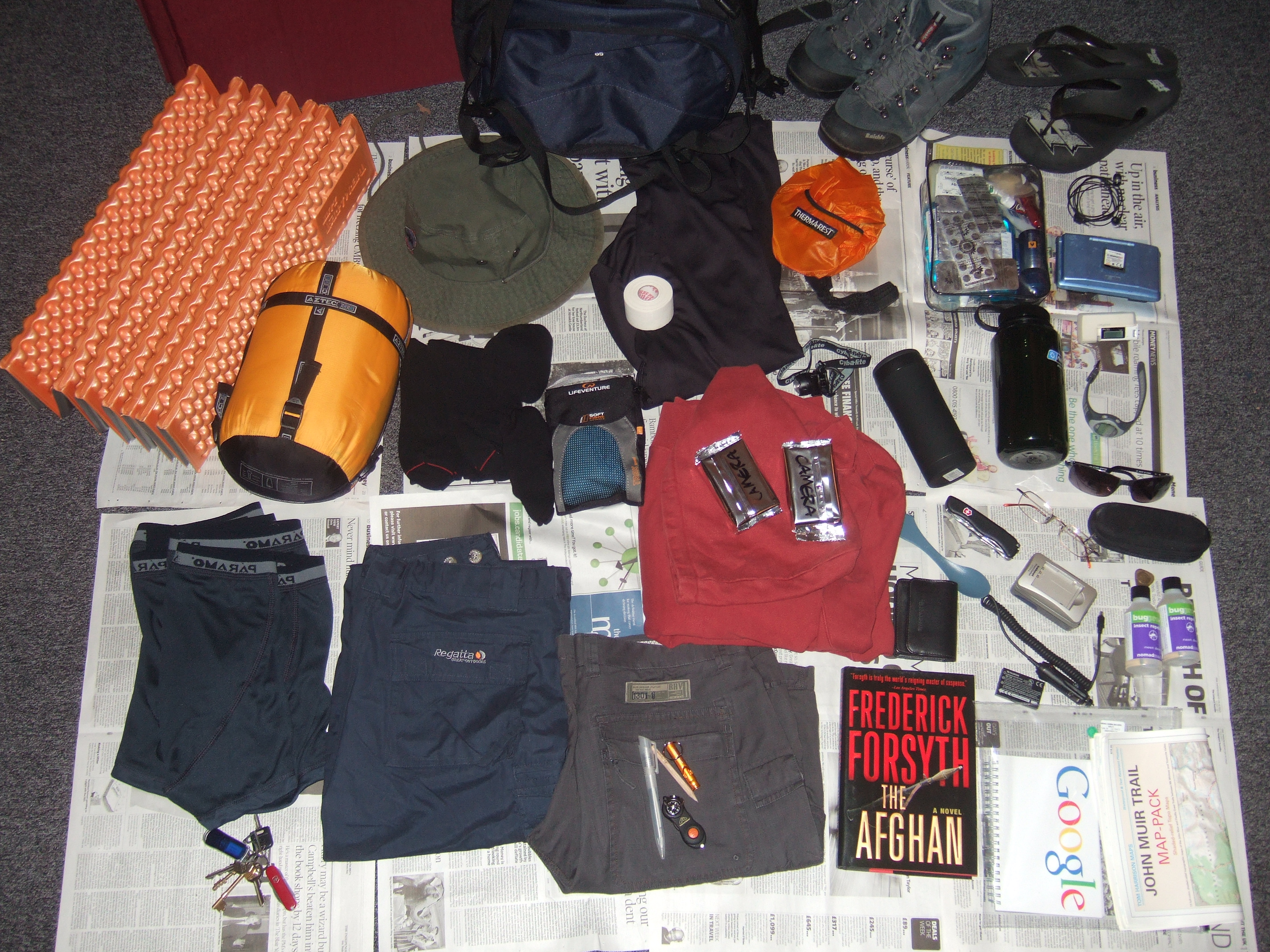
ソロキャンプの道具の例

一般的に、ソロキャンプで利用される道具には、次のようなものがある。
- テント / タープ / ハンモックテントのいずれか
- 寝袋とキャンプ用マットレス
- 軽量の光源（LED懐中電灯やLEDランタンなど）
- 熱源（ポータブルストーブ / アルコールストーブ / 焚火台 / 焜炉など。このうちの1、2個程度を選択してリュックに詰めることが一般的）
- 軽量コッヘルやシェラカップおよび軍手など耐熱手袋
- ナイフとカッティングボード
- キャンプ用カトラリー類（キャンプ用スプーン、フォーク、箸など）
- マグカップ（屋外なので飲み物がかなり冷えやすいので、フタができるものや、魔法瓶タイプのマグカップが好まれる）

チェア、テーブル、オイルを燃やすランタンなどを持参する事もあるが、これらは普通はリュックに入りきらないので、ソロキャンプではどちらかというと持参しないのが普通である。

## 移動方法
キャンプサイトまで移動する方法は多種多様である。
徒歩（+公共交通機関）
リュックサックなどにキャンプ道具を詰めて運ぶ。
自転車
サイドバッグを増設してキャンプ道具類を詰める。自転車ツーリングの愛好者はしばしばソロキャンプをしている。
オートバイ
サイドケース（パニアケース）を増設してキャンプ道具を詰める。
自動車（ワンボックスカー、キャンピングカー、キャンピングトレーラー）
自動車は車中泊が可能で電源も使え、道具も多めに積める。